# Schweibergerbos
Het Schweibergerbos, ook geschreven als Schweibergerbosch, Schweiberger Bos of Schweiberger Bosch, is een bosgebied in de gemeente Gulpen-Wittem in de Nederlandse provincie Limburg. Het bos ligt ten westen van Mechelen en Overgeul, ten noordwesten van Schweiberg en Dal, ten noorden van Bissen en ten oosten van Crapoel. Het ligt op de westelijke dalwand van de Geul, op de oostrand van het Plateau van Crapoel, en is deels een hellingbos. Ten oosten van het bos ontspringt de Landeus.
Aan de noordzijde gaat het bos over in het Dunnenbos. Aan de westzijde ligt aan de overzijde van een smalle akker het Wagelerbos. In het zuidwesten ligt het Kruisbos.
In het zuidwestelijke deel van het bos ligt de golfbaan van De Zuid Limburgse Golf- en Countryclub Wittem.
Aan de rand van het bos ligt Groeve Bissen.

## Zie ook

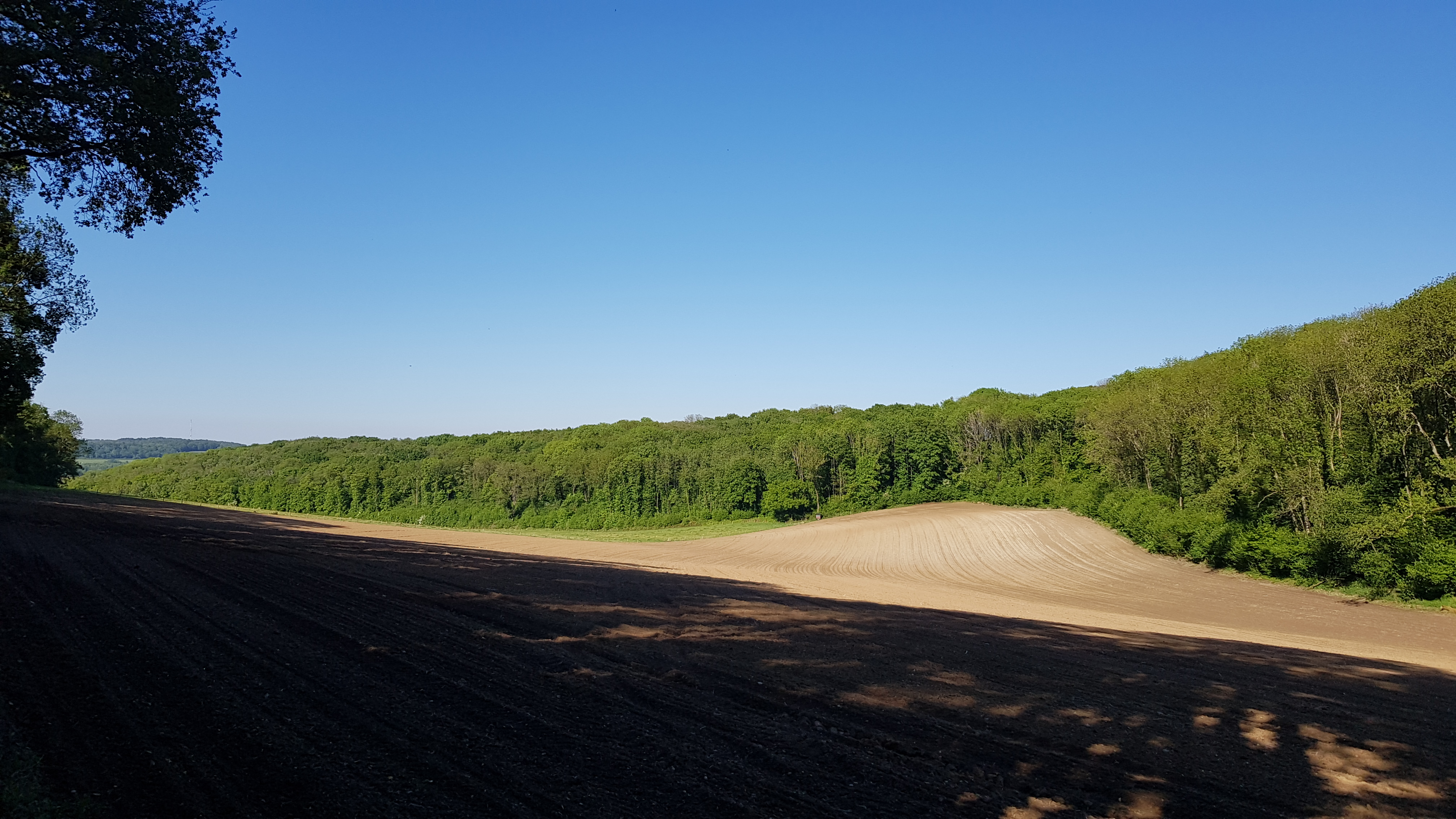
zicht op het Schweibergerbos vanuit het Wagelerbos
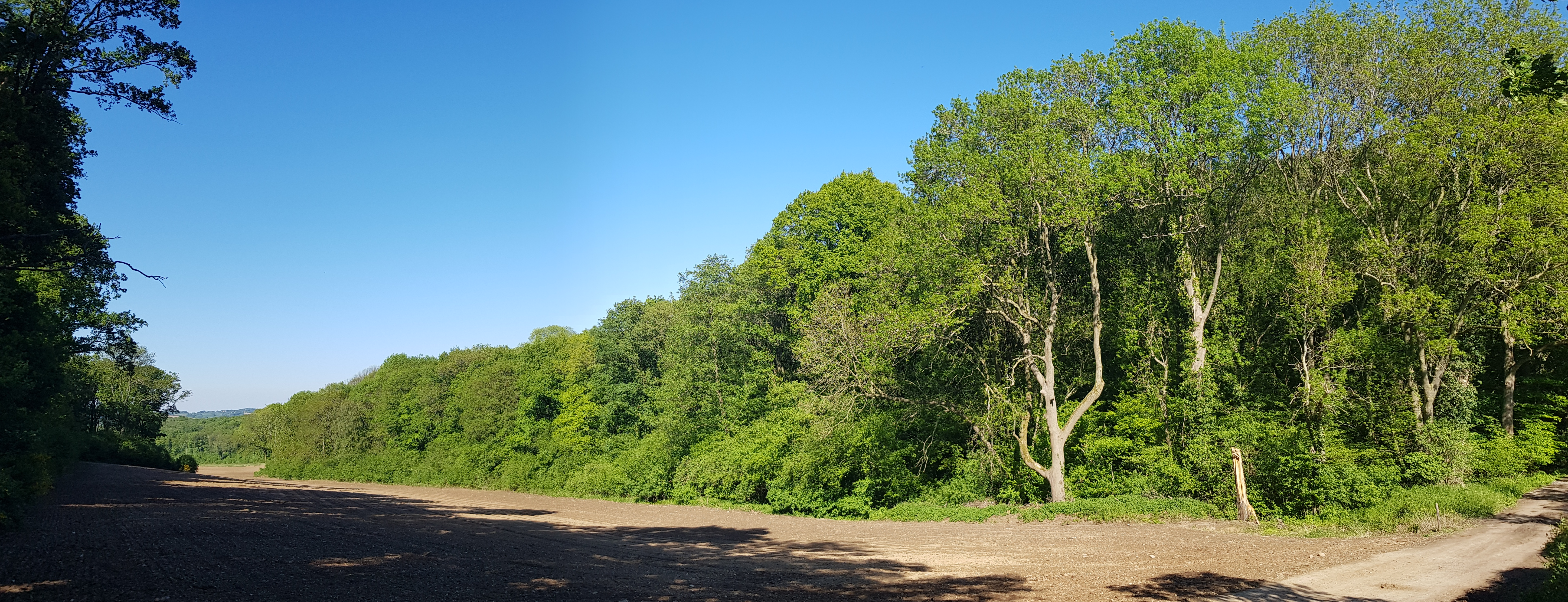
vallei tussen Wagelerbos en Schweibergerbos
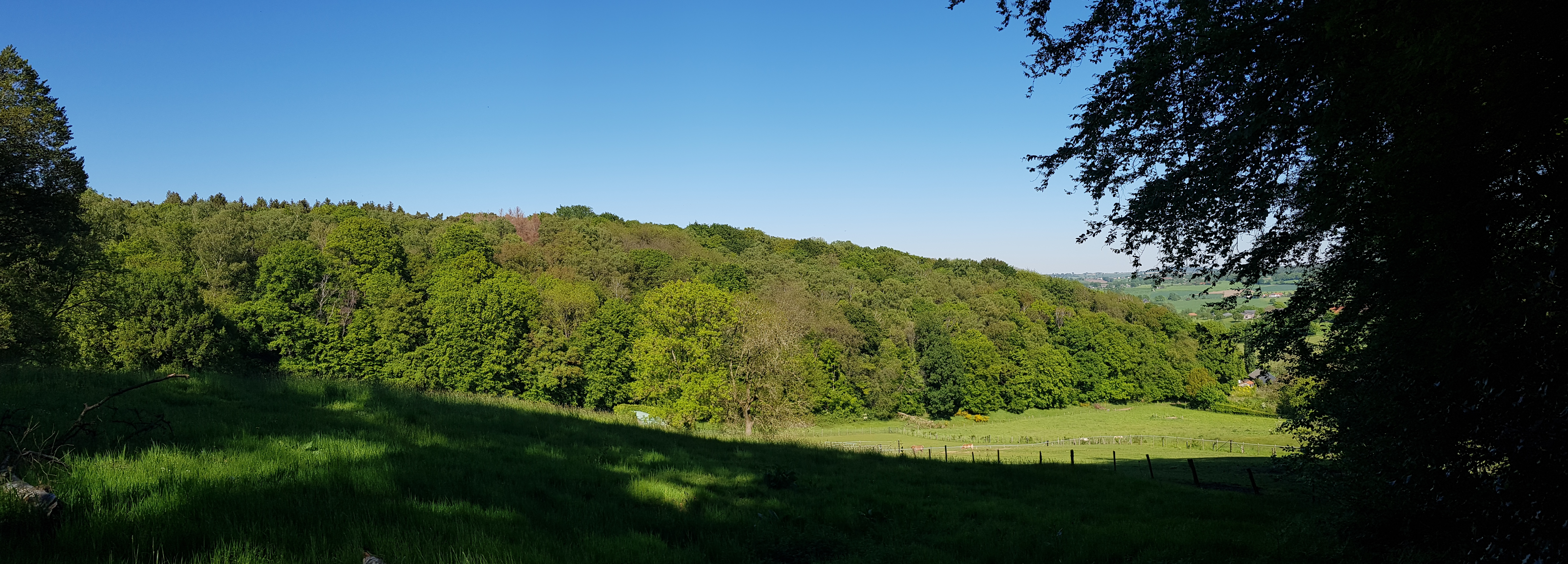
Schweibergerbos gezien vanuit het Kruisbos

## Oorlogsmonument

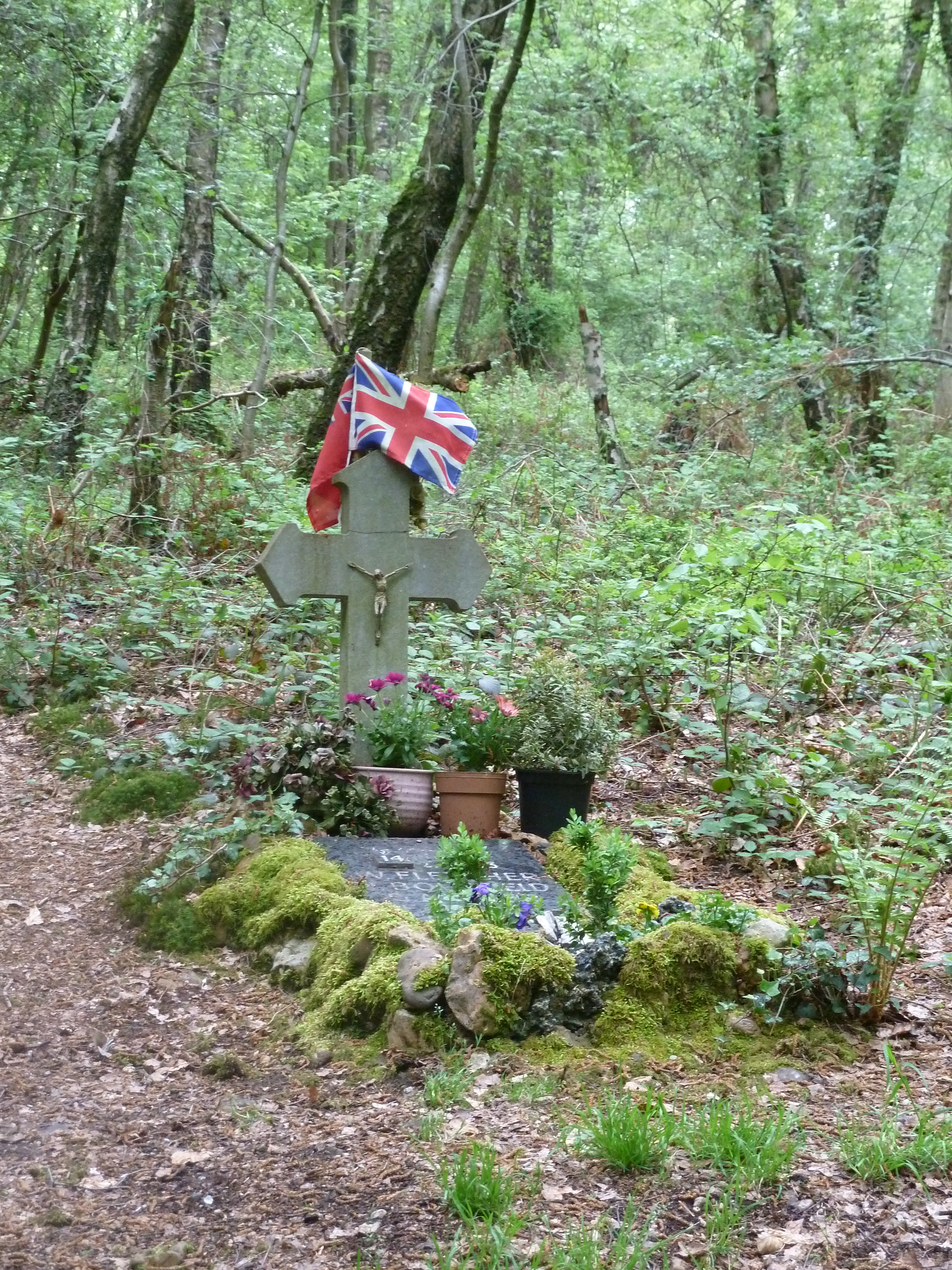
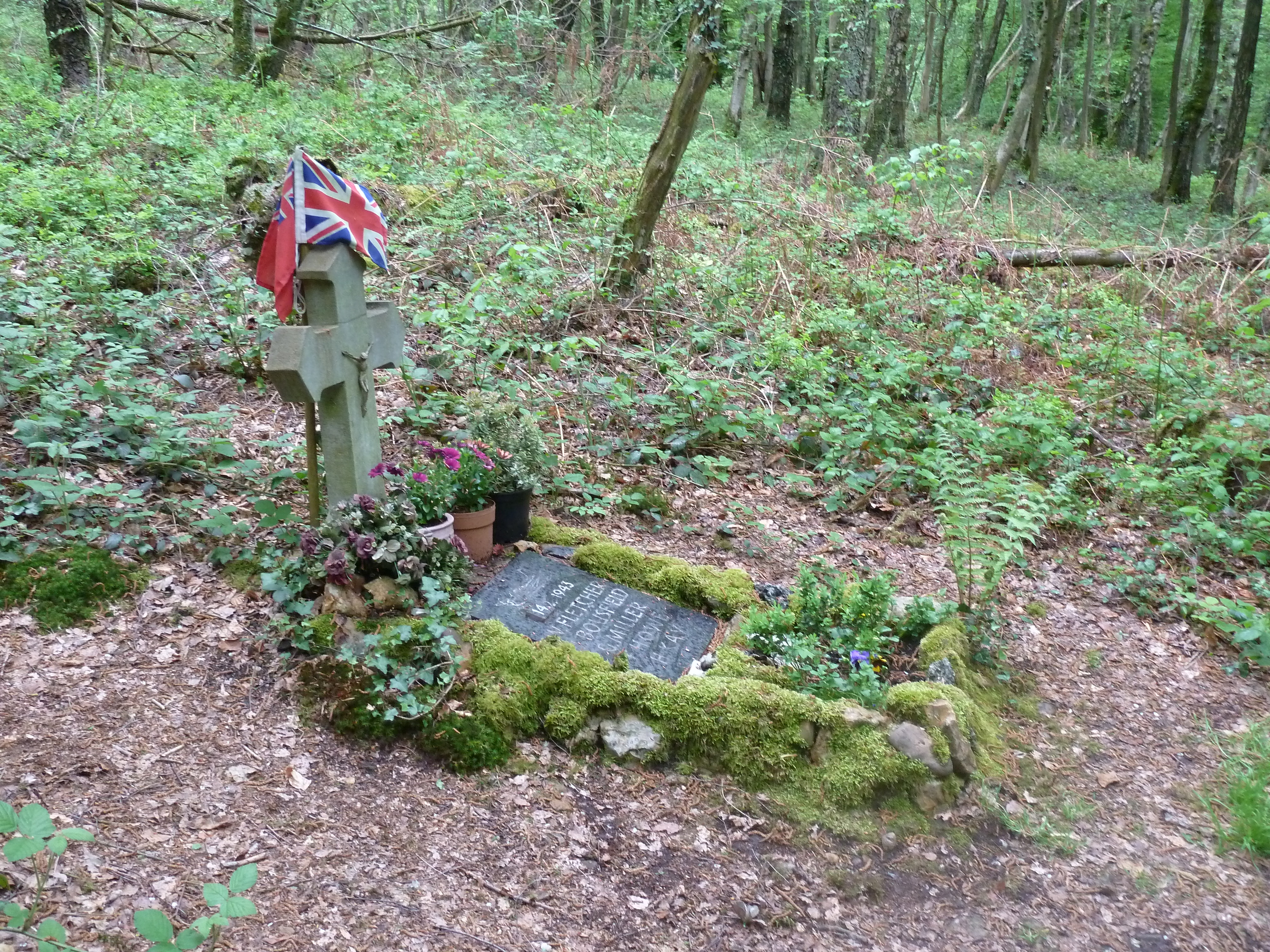

In het bos ligt een oorlogsmonument ter nagedachtenis aan vijf gesneuvelde Britse bemanningsleden van een bommenwerper van de Royal Air Force die hier op 23 februari 1943 neerstortte tijdens de Tweede Wereldoorlog. Het is een hardstenen kruis van 80 centimeter hoog met corpus met een plaquette met daarop de namen van de vijf omgekomen bemanningsleden, omgeven door plantjes en stenen. Het staat midden in het bos aan een smal paadje op de coördinaten 50° 47′ 38″ NB, 5° 54′ 14″ OL.